# 결정학적 점군
수학과 결정학에서 결정학적 점군(結晶學的點群, crystallographical point group) 또는 결정급(結晶級, crystal class)이란 그 회전 변환이 60도, 90도, 120도, 또는 180도로 제한된 점군이다. 즉, 오직 특정 각의 회전 변환만을 포함하고, 원점을 보존하는 유클리드 공간의 등거리변환군의 유한 부분군이다. 결정학에서는 (준결정을 제외한) 결정 구조의 국소적인 대칭을 나타낸다. (국소적이지 않은 대칭은 공간군에 따라 분류한다.) 무기화학에서는 분자의 대칭을 나타낸다.

## 정의
일반적인 점군은 그 개수가 무한하다. 그러나 준결정이 아닌 결정 구조에서는 결정학적 제한 정리(crystallographical restriction theorem)에 따라 점군이 포함할 수 있는 회전 변환이 제한된다. {\displaystyle 2\pi /n} 라디안 회전의 경우, 오직 {\displaystyle n=1,2,3,4,6}만이 가능하다. 이 조건을 만족하는 점군의 개수는 유한하며, 이들을 결정학적 점군이라고 한다. (다만, 준결정에서는 {\displaystyle n=5}  회전 대칭이 가능하다.)

## 점군 표기법
흔히 쓰이는 점군의 표기법에는 크게 두 가지가 있다. 하나는 쇤플리스 표기법(Schoenflies notation)이고, 다른 하나는 헤르만-모갱 표기법(Hermann–Mauguin notation)이다. 이 밖에도 콕세터 표기법(Coxeter notation)이나 오비폴드 표기법(orbifold notation) 등이 있다.

### 쇤플리스 표기법
쇤플리스 표기법(Schoenflies notation)은 독일의 아르투어 모리츠 쇤플리스(Arthur Moritz Schoenflies)가 도입하였다. 보통 화학에서 쓰인다. 쇤플리스 표기법은 아래에 문자나 숫자가 기입된 하나의 문자로 표현한다. 각 기호의 의미는 다음과 같다.
- O는 정육면체 또는 정팔면체의 대칭군이다. (독일어: Oktaeder 정팔면체) 반사 대칭을 포함할 경우에는 Oh로, 포함하지 않는 경우에는 O로 쓴다.
- T는 정사면체의 대칭군이다. (독일어: Tetraeder 정사면체) 모든 반사 대칭을 포함할 경우에는 Td로, 모든 반사 대칭을 포함하지는 않지만 반전(inversion) 대칭을 포함하는 경우는 Th로, 그 어떤 반사 및 반전 대칭도 포함하지 않는 경우에는 T로 쓴다.
- Cn ({\displaystyle n=1,2,3,4,6})은 순환군이다. (영어: cyclic 순환군) 첨자 {\displaystyle n}은 {\displaystyle 2\pi /n} 라디안 회전 변환을 포함함을 뜻한다. 여기에 회전축에 수직인 반사 대칭을 포함하는 경우에는 Cnh로, 회전축에 평행한 반사 대칭을 포함하는 경우에는 Cnv로, 어떤 반사 대칭도 포함하지 않는 경우에는 Cn으로 쓴다.
  - C1은 아무 대칭을 포함하지 않는 자명군이다.
  - C1h와 C1v는 같은 군이며, 하나의 반사 대칭만을 포함하는, 크기가 2인 군이다. 이 군은 간혹 Cs로 쓰기도 한다.
- Sn ({\displaystyle n=2,4,6})은 {\displaystyle 2\pi /n} 라디안 회전반사 대칭에 의하여 생성되는 순환군이다. (독일어: Spiegel 거울) 즉, {\displaystyle 2\pi /n} 라디안 회전과 회전축에 대하여 수직인 반사면에 대한 반사 대칭의 합성에 의하여 생성된다.
  - S2는 반전 대칭(= 180도 회전반사 대칭)만을 포함하는, 크기가 2인 군이다. 이는 간혹 Ci로 쓰기도 한다.
  - S6은 60도 회전반사 대칭만을 포함하는, 크기가 6인 군이다. 이는 간혹 C3i로 쓰기도 한다.
- Dn ({\displaystyle n=2,3,4,6})은 {\displaystyle 2\pi /n} 라디안 회전 대칭을 포함하는 정이면체군이다. (독일어: Dieder 정이면체군) 여기에 회전축에 수직한 반사 대칭을 포함하는 경우는 Dnh로, 회전축에 평행한 반사 대칭을 포함하는 경우는 Dnv로, 반사 대칭을 포함하지 않는 경우는 Dn로 쓴다. 다만, D4d와 D6d는 불가능하다.
  - D2는 클라인 4원군이며, 간혹 V로 쓰기도 한다. (독일어: Viergruppe 4원군)

### 헤르만-모갱 표기법
헤르만-모갱 표기법(Hermann–Mauguin notation)은 공간군의 표기법이지만, 점군의 표기에도 사용할 수 있다. 헤르만-모갱 표기법은 독일의 카를 헤르만(Carl H. Hermann)과 프랑스의 샤를빅토르 모갱(Charles-Victor Mauguin)이 도입하였다. 헤르만-모갱 표기법은 보통 결정학에서 쓰인다.
이 표기법에 따른 각 점군의 표현은 각각
- 1, 1
- 2, m, 2⁄m
- 222, mm2, mmm
- 4,4, 4⁄m, 422, 4mm, 42m, 4⁄mmm
- 3, 3, 32, 3m, 3m
- 6, 6, 6⁄m, 622, 6mm, 62m, 6⁄mmm
- 23, m3, 432, 43m, m3m

이다.

## 3차원 결정군 목록
3차원에서는 총 32개의 결정학적 점군이 존재한다. 이들은 다음과 같다.
| 결정계   | 점군 / 결정족            | 쇤플리스 | 헤르만-모갱                                                                                 | 오비폴드 | 유형                 |
| -------- | ------------------------ | -------- | ------------------------------------------------------------------------------------------- | -------- | -------------------- |
| 삼사정계 | triclinic-pedial         | C1       | 1                                                                                           | 11       | enantiomorphic polar |
| 삼사정계 | triclinic-pinacoidal     | Ci       | {\displaystyle {\bar {1}}}                                                                  | 1x       | centrosymmetric      |
| 단사정계 | monoclinic-sphenoidal    | C2       | 2                                                                                           | 22       | enantiomorphic polar |
| 단사정계 | monoclinic-domatic       | Cs       | {\displaystyle \color {Blue}m}                                                              | 1*       | polar                |
| 단사정계 | monoclinic-prismatic     | C2h      | {\displaystyle {\frac {2}{m}}}                                                              | 2*       | centrosymmetric      |
| 사방정계 | orthorhombic-sphenoidal  | D2       | 222                                                                                         | 222      | enantiomorphic       |
| 사방정계 | orthorhombic-pyramidal   | C2v      | {\displaystyle mm2}                                                                         | *22      | polar                |
| 사방정계 | orthorhombic-bipyramidal | D2h      | {\displaystyle mmm}                                                                         | *222     | centrosymmetric      |
| 정방정계 | tetragonal-pyramidal     | C4       | 4                                                                                           | 44       | enantiomorphic polar |
| 정방정계 | tetragonal-disphenoidial | S4       | {\displaystyle {\bar {4}}}                                                                  | 2x       |                      |
| 정방정계 | tetragonal-dipyramidal   | C4h      | {\displaystyle {\frac {4}{m}}}                                                              | 4*       | centrosymmetric      |
| 정방정계 | tetragonal-trapezoidal   | D4       | 422                                                                                         | 422      | enantiomorphic       |
| 정방정계 | ditetragonal-pyramidal   | C4v      | {\displaystyle 4mm}                                                                         | *44      | polar                |
| 정방정계 | tetragonal-scalenoidal   | D2d      | {\displaystyle {\bar {4}}2m} or {\displaystyle {\bar {4}}m2}                                | 2*2      |                      |
| 정방정계 | ditetragonal-dipyramidal | D4h      | {\displaystyle {\frac {4}{m}}mm}                                                            | *422     | centrosymmetric      |
| 삼방정계 | trigonal-pyramidal       | C3       | 3                                                                                           | 33       | enantiomorphic polar |
| 삼방정계 | rhombohedral             | S6 (C3i) | {\displaystyle {\bar {3}}}                                                                  | 3x       | centrosymmetric      |
| 삼방정계 | trigonal-trapezoidal     | D3       | 32 or 321 or 312                                                                            | 322      | enantiomorphic       |
| 삼방정계 | ditrigonal-pyramidal     | C3v      | {\displaystyle 3m} or {\displaystyle 3m1} or {\displaystyle 31m}                            | *33      | polar                |
| 삼방정계 | ditrigonal-scalahedral   | D3d      | {\displaystyle {\bar {3}}m} or {\displaystyle {\bar {3}}m1} or {\displaystyle {\bar {3}}1m} | 2*3      | centrosymmetric      |
| 육방정계 | hexagonal-pyramidal      | C6       | 6                                                                                           | 66       | enantiomorphic polar |
| 육방정계 | trigonal-dipyramidal     | C3h      | {\displaystyle {\bar {6}}}                                                                  | 3*       |                      |
| 육방정계 | hexagonal-dipyramidal    | C6h      | {\displaystyle {\frac {6}{m}}}                                                              | 6*       | centrosymmetric      |
| 육방정계 | hexagonal-trapezoidal    | D6       | 622                                                                                         | 622      | enantiomorphic       |
| 육방정계 | dihexagonal-pyramidal    | C6v      | {\displaystyle 6mm}                                                                         | *66      | polar                |
| 육방정계 | ditrigonal-dipyramidal   | D3h      | {\displaystyle {\bar {6}}m2} or {\displaystyle {\bar {6}}2m}                                | *322     |                      |
| 육방정계 | dihexagonal-dipyramidal  | D6h      | {\displaystyle {\frac {6}{m}}mm}                                                            | *622     | centrosymmetric      |
| 입방정계 | tetartoidal              | T        | 23                                                                                          | 332      | enantiomorphic       |
| 입방정계 | diploidal                | Th       | {\displaystyle m{\bar {3}}}                                                                 | 3*2      | centrosymmetric      |
| 입방정계 | gyroidal                 | O        | 432                                                                                         | 432      | enantiomorphic       |
| 입방정계 | tetrahedral              | Td       | {\displaystyle {\bar {4}}3m}                                                                | *332     |                      |
| 입방정계 | hexoctahedral            | Oh       | {\displaystyle m{\bar {3}}m}                                                                | *432     | centrosymmetric      |

## 같이 보기
- 결정계
- 공간군
- 점군